# 펑전

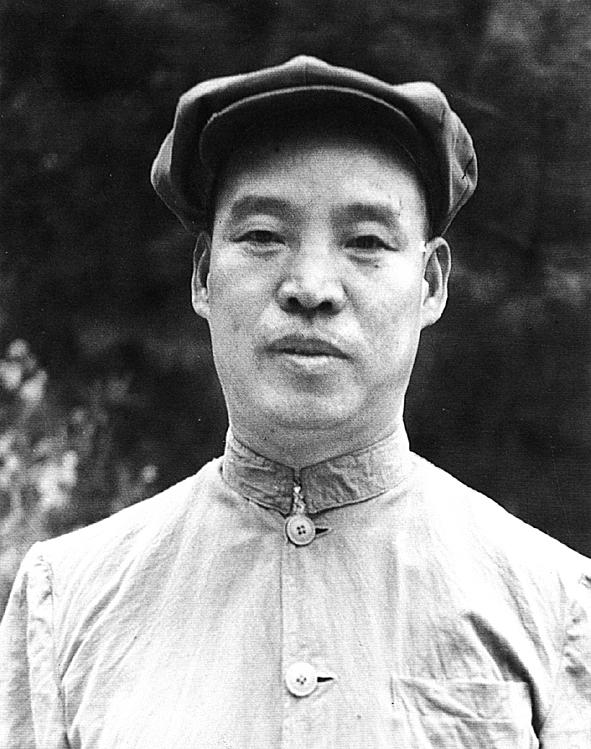

펑전(중국어 간체자: 彭真, 정체자: 彭眞, 병음: Péng Zhēn, 1902년 10월 12일 - 1997년 4월 26일)은 중화인민공화국의 정치가이다. 중국 공산당 지도자 중 한 명이었다. 1923년 중국사회주의청년단에 들어가, 산서성 공산당의 창설 멤버로써, 중국 공산당에 가입했다. 1929년에 톈진에서 체포되었지만, 수감 중에도 공산당의 지하활동을 계속했다. 그는 1935년에 동료의 도움을 받아 탈옥한 후에 일본군에 대한 저항 활동의 조직화를 개시했다. 1936년에는 중국 공산당 베이팡국 대표와 조직부 부장으로 임명되었다. 국공 내전 당시인 1948년에 베이핑(베이징) 위원회 서기로 임명되었고, 1949년 1월 31일에 공산당이 베이징 시에 무혈 입성을 할 때 큰 공헌을 한 것으로 알려져 있다
그는 중앙위원회와 총서기의 복수 멤버였으며, 1949년에는 베이징 시 제1서기와 1951년에는 베이징 시장을 겸임하였다.
1966년 4월, 마오쩌둥에게 문화대혁명에 대해 직언을 하였기 때문에 비판을 받아 실각했다. 이는 마오쩌둥의 문예 비판에 동조하지 않았기 때문이었다. 베이징 시 제1서기였던 그를 홍위병들이 “반혁명 수정주의 분자”라고 쓴 플래카드를 걸치고 끌고 다니는 사진은 세계에 충격을 주었다. 그러나 그는 문화대혁명에서 살아남아 1979년에 덩샤오핑 아래에서 복귀했다. 그리고 1980년에 당중앙 정법위원회 서기가 된다. 1983년에는 전국인민대표대회 상무위원회 위원장이 되고서, 전국인민대표대회의 권위를 늘리는 데 힘썼다. 1988년에 정계에서 은퇴하였다.
중국 공산당의 8대 원로의 한 명이다.

## 참고 문헌
- marxists.org 문서(GFDL)